# GMA (rete televisiva)
GMA, acronimo di Global Media Arts, noto anche come GMA Network e comunemente indicato come Kapuso Network, è una rete televisiva filippina di proprietà di GMA Network Inc. È stata lanciata il 29 ottobre 1961.
La sede centrale della rete è presso il GMA Network Center a Diliman, Quezon City.

## Programmi televisivi

### Notizie
- 24 Oras (dal 2004)
- Saksi (dal 1995)
- Unang Hirit (dal 1999)

### Attualità
- Kapuso Mo, Jessica Soho (dal 2004)

### Varietà
- Eat Bulaga! (1995-2024; spostata su TV5)
- It's Showtime! (dal 2024; prodotta da ABS-CBN)

### Reality show
- The Clash (dal 2018)
- The Voice Kids (dal 2024)

### Talk show
- Fast Talk with Boy Abunda (dal 2023)

### Fiction televisive
- Abot-Kamay na Pangarap (2022-2024)
- Contessa (2018)
- Dading (2014)
- The Half Sisters (2014-2016)
- Ika-6 na Utos (2016-2018)
- Kambal, Karibal (2017-2018)
- Legally Blind (2017)
- Love & Lies (2013)
- Pepito Manaloto (dal 2010)
- Prima Donnas (2019-2022)

## Loghi

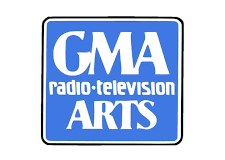
1º luglio 1974 - 6 gennaio 1977
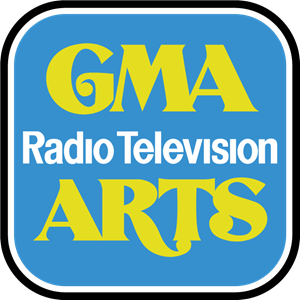
6 gennaio 1977 - 30 aprile 1992
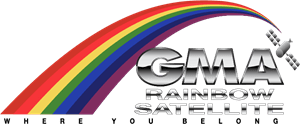
30 aprile 1992 - 1º gennaio 1995
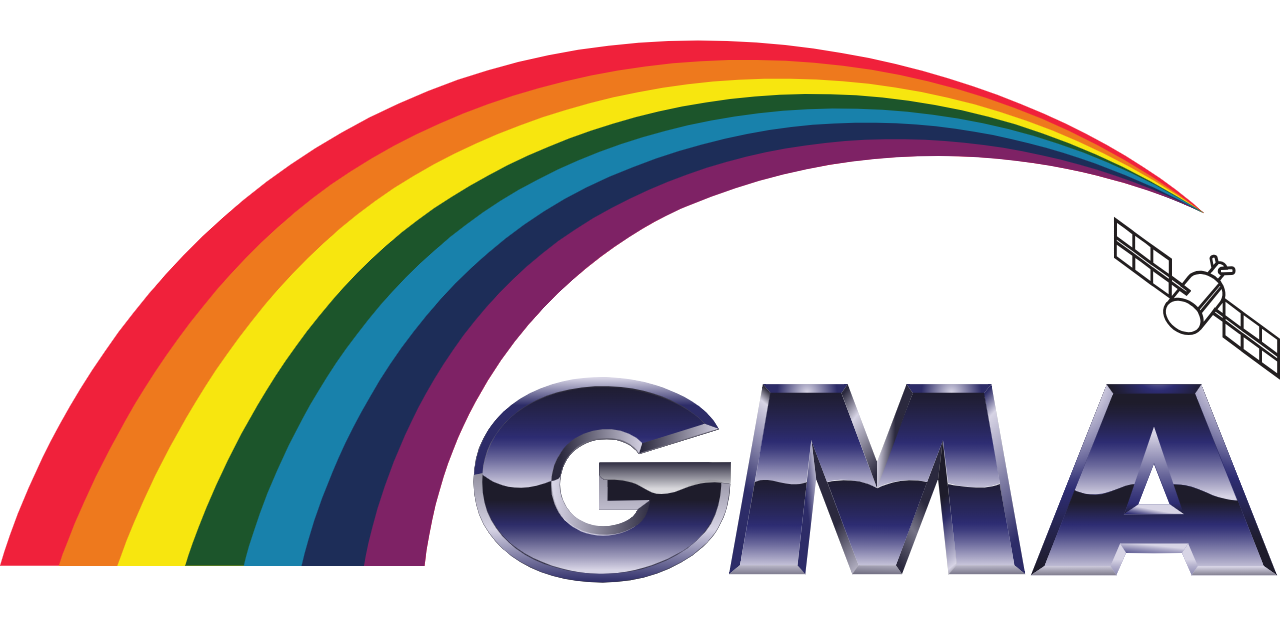
1º gennaio 1995 - 1º settembre 1998
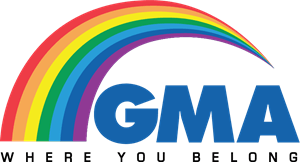
1º settembre 1998 - 27 ottobre 2002